# 이루카촌
이루카촌(入鹿村)은 일본 미에현 미나미무로군에 설치되었던 촌이다. 현재의 구마노시의 남서부에 해당한다.